# Ederheim
Ederheim là một đô thị ở huyện Donau-Ries trong bang Bayern nước Đức. Đô thị Ederheim có diện tích 16,57 km².